# Béla Mörtel
Béla Mörtel (Budapest, 12 ottobre 1960) è un ex calciatore ungherese, di ruolo attaccante.

## Carriera
Vinse un campionato ungherese mentre militava nel Ferencváros con cui giocò un totale di 51 partite mettendo a segno 7 reti. Durante la sua militanza al Debrecen contribuì a far raggiungere la finale di Coppa Mitropa 1985-1986.

## Palmarès
- Campionato ungherese: 1

Ferencváros: 1980-1981